# Lorenzo Costa il Giovane
Lorenzo Costa detto il Giovane (Mantova, 1537 – Mantova, 1583) è stato un pittore italiano.

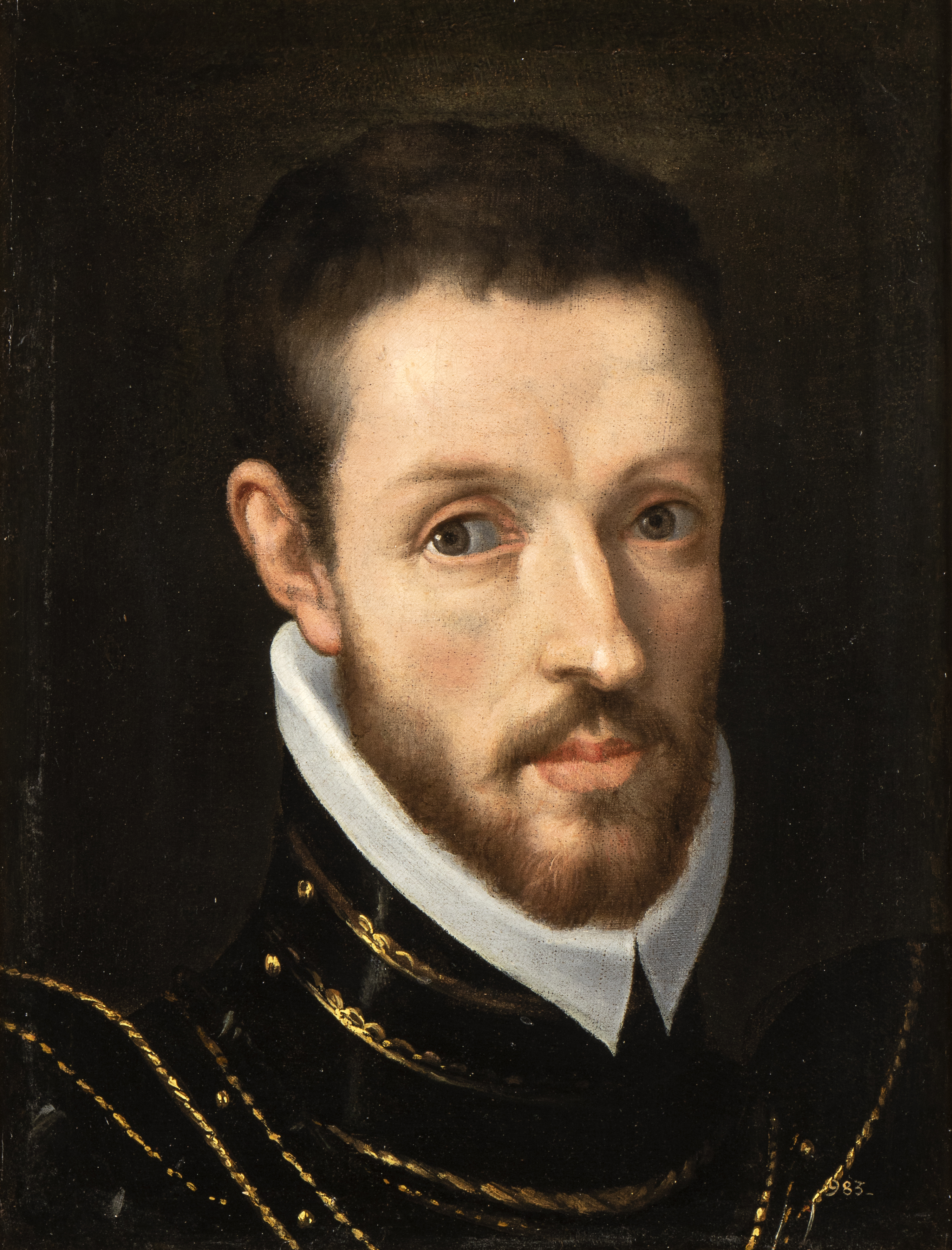
Lorenzo Costa il Giovane: Ritratto di Ludovico Gonzaga Nevers

Era figlio ed allievo di Ippolito Costa, nonché nipote di Lorenzo Costa (successivamente detto Il Vecchio).
Dal 1561 al 1564 fu a Roma, dove collaborò con Federico Zuccaro alle decorazioni del Palazzo del Belvedere, del Casino di Pio IV e della torre Borgia.

## Opere
Fu autore di affreschi nel Palazzo Ducale di Mantova: tra questi è opera sua l'affresco del soffitto della Sala dello Zodiaco, Diana sul carro trainato da cani, del 1579 e gli è stato attribuito l'affresco Costruzione di Porta Pradella nel Salone di Manto dell'"Appartamento Grande di Castello". All'interno della chiesa di palazzo, Basilica di Santa Barbara, nei due altari laterali, sono collocate due sue grandi tele: Battesimo di Costantino (1572) e Martirio di San Adriano (1572).
Due pale d'altare di Lorenzo Costa decorano la cappella dell'Immacolata all'interno della Basilica di Sant'Andrea a Mantova: L'adorazione dei pastori e L'adorazione dei Magi.
Dipinse una grande pala d'altare Sant'Elena e il rinvenimento della Croce conservata nella Chiesa dei Santi Fabiano e Sebastiano a San Martino dall'Argine.